# Dommartin-Lettrée
Dommartin-Lettrée település Franciaországban, Marne megyében. Lakosainak száma 163 fő (2022. január 1.). Dommartin-Lettrée Bussy-Lettrée, Cernon, Coupetz, Faux-Vésigneul, Sommesous és Soudé községekkel határos.

## Népesség
A település népességének változása:
| Lakosok száma | 216  | 179  | 169  | 152  | 152  | 152  | 153  | 155  | 158  | 163  |
|               | 1968 | 1982 | 1990 | 2006 | 2013 | 2015 | 2017 | 2019 | 2020 | 2022 |